# Mitreo Barberini
Il Mitreo Barberini è uno dei mitrei meglio conservati di Roma. Si trova tra la facciata posteriore di Palazzo Barberini, in via delle Quattro Fontane, e via San Nicola da Tolentino.

## Storia
In seguito a lavori edilizi nel 1936 furono scoperti sul sito i resti di un edificio del II secolo, la cui parte più occidentale era stata trasformata in mitreo nel III secolo.

## Descrizione
La sala è ampia 11,85 x 6,25 metri, coperta con volta a botte dotata, ai due lati, di due banconi ove i partecipanti al rito stavano sdraiati. L'elemento di maggior interesse del piccolo santuario è la pittura sulla parete di fondo simile a quelle del mitreo di Marino e del mitreo di Capua. 
Il riquadro centrale presenta la consueta tauroctonia, cioè Mitra che uccide il toro, il cui sangue è succhiato da un cane e un serpente, mentre uno scorpione gli punge i testicoli. Ai lati si trovano i due dadofori Cautes e Cautopates, che assistono alla scena recando le fiaccole. In alto due linee curve indicano la volta celeste, entro le quali sono rappresentati i segni zodiacali e, al centro, un dio dalla testa di leone stante sul globo e avvolto dalle spire di un serpente (che rappresentano le spire del tempo, quindi l'eternità). In alto, negli angoli a destra e sinistra, sono raffigurati il Sole e la Luna. Ai fianchi della scena centrale si trovano dieci quadretti di dimensioni variabili su due fasce verticali, che raffigurano la storia sacra di Mitra (a sinistra dall'alto in basso e poi a destra dall'alto in basso):
- Zeus che fulmina i Giganti
- Saturno
- Mitra che nasce dalla roccia
- Mitra che fa scaturire l'acqua da una roccia colpendola con una freccia
- Mitra che trasporta il toro
- Banchetto mistico
- Mitra che sale sulla quadriga del Sole
- Patto di alleanza tra Mitra e il Sole
- Mitra inginocchiato tra due alberi
- Mitra colpisce con una zampa del toro il dio Sole, inginocchiato davanti a lui (scena di iniziazione). Alla destra del dipinto c'è una spalletta di muro con sopra delle concrezioni in calcare ad imitare la roccia. Questo muro sorreggeva una voltina ribassata di cui ancora si vede l'attacco coperto da un bipedale a formare un arco. Sul fronte di quest'arco è ripetuto lo zodiaco di cui appaiono il segno dei pesci.

Insieme al mitreo di Santa Prisca è l'unico mitreo dipinto di Roma e fornisce importanti informazioni sulla mitologia e il rituale di culto del mitraismo.